# 양보역
양보역(Yangbo station, 良甫驛)은 경상남도 하동군 양보면 우복리에 위치하였던 경전선의 철도역이다. 
개통 당시에는 역 건물과 함께 1면 2선 섬식 승강장을 갖춘 형태였으나, 1989년 무배치 간이역으로 격하된 이후 역 건물은 철거되고 버스 정류장 형태의 간이 역사가 설치되는가 하면, 타는 곳의 여객 취급 선로도 안쪽의 1선을 철거하여, 바깥쪽의 1선만 남아 있는 상태이다. 
2016년 7월 14일 경전선 광양~진주구간 복선전철 개통과 함께 선로가 더 이상 양보역을 지나지 않게 되면서 폐역이 되었다.

## 역사
- 1968년 2월 7일 : 보통역으로 영업 개시[1]
- 1968년 3월 2일 : 역사 신축 준공
- 1984년 3월 1일 : 무배치 간이역으로 격하[2]
- 1989년 1월 1일 : 여객 차내취급
- 1991년 9월 1일 : 소화물취급 중지[3]
- 1996년 10월 1일 : 화물취급 중지[4]
- 1990년대 : 역사 철거
- 2016년 4월 29일 : 경전선 진주~광양 구간 이설로 폐역 고시[5]
- 2016년 7월 14일 : 경전선 진주~광양 구간 선로 이설로 인한 폐역